# Campionati italiani di sci alpino 1976
Ai Campionati italiani di sci alpino 1976 svoltisi a Limone Piemonte furono assegnati i titoli di discesa libera, slalom gigante, slalom speciale e combinata, sia maschili sia femminili.

## Risultati

### Uomini

#### Discesa libera
| Pos. | Atleta         | Nazione |
| ---- | -------------- | ------- |
| 1    | Erwin Stricker | Italia  |
| 2    | Herbert Plank  | Italia  |
| 3    | Piero Gros     | Italia  |

#### Slalom gigante
| Pos. | Atleta        | Nazione |
| ---- | ------------- | ------- |
| 1    | Piero Gros    | Italia  |
| 2    | Gustav Thöni  | Italia  |
| 3    | Fausto Radici | Italia  |

#### Slalom speciale
| Pos. | Atleta          | Nazione |
| ---- | --------------- | ------- |
| 1    | Piero Gros      | Italia  |
| 2    | Franco Bieler   | Italia  |
| 3    | Paolo De Chiesa | Italia  |

#### Combinata
| Pos. | Atleta           | Nazione |
| ---- | ---------------- | ------- |
| 1    | Piero Gros       | Italia  |
| 2    | Bruno Confortola | Italia  |
| 3    | Peter Mally      | Italia  |

### Donne

#### Discesa libera
| Pos. | Atleta             | Nazione |
| ---- | ------------------ | ------- |
| 1    | Jolanda Plank      | Italia  |
| 2    | Claudia Giordani   | Italia  |
| 3    | Giuliana Campiglia | Italia  |

#### Slalom gigante
| Pos. | Atleta           | Nazione |
| ---- | ---------------- | ------- |
| 1    | Claudia Giordani | Italia  |
| 2    | Wilma Gatta      | Italia  |
| 3    | Laura Motta      | Italia  |

#### Slalom speciale
| Pos. | Atleta           | Nazione |
| ---- | ---------------- | ------- |
| 1    | Claudia Giordani | Italia  |
| 2    | Daniela Viberti  | Italia  |
| 3    | Daniela Zini     | Italia  |

#### Combinata
| Pos. | Atleta             | Nazione |
| ---- | ------------------ | ------- |
| 1    | Claudia Giordani   | Italia  |
| 2    | Daniela Viberti    | Italia  |
| 3    | Giuliana Campiglia | Italia  |